# Vương quốc Hai Sicilie
Vương quốc Hai Sicilie (tiếng Ý: Regno delle Due Sicilie) là một nhà nước ở miền Nam Bán đảo Ý, tồn tại từ năm 1816 đến năm 1861 dưới sự kiểm soát của một nhánh thuộc Vương tộc Bourbon Tây Ban Nha. Vương quốc này là quốc gia có chủ quyền lớn nhất xét theo dân số và quy mô diện tích ở Bán đảo Ý trước khi nước Ý thống nhất, bao gồm Sicily và phần lớn diện tích Mezzogiorno ngày nay bao phủ toàn bộ Bán đảo Ý ở phía Nam Lãnh địa Giáo hoàng.
Hai Sicilie được hình thành khi Vương quốc Sicilia sáp nhập với Vương quốc Napoli, còn được gọi chính thức là Vương quốc Sicilia. Vì cả hai vương quốc đều được đặt tên là Sicilia nên chúng được gọi chung là "Hai Sicilia" (Utraque Sicilia, nghĩa đen là "cả hai Sicilia"), và vương quốc thống nhất đã lấy tên này. Vua của Hai Sicilia bị Giuseppe Garibaldi lật đổ vào năm 1860, sau đó người dân đã bỏ phiếu trong một cuộc trưng cầu dân ý để sáp nhập vào Vương quốc Sardinia của Vương tộc Savoia. Việc sáp nhập Vương quốc Hai Sicilia đã hoàn thành giai đoạn đầu tiên của quá trình thống nhất nước Ý và Vương quốc Ý mới được công bố ra đời vào năm 1861.
Hai Sicilia có nền nông nghiệp nặng nề, giống như các nhà nước khác của Ý.

## Quốc hiệu
Cái tên "Hai Sicilia" bắt nguồn từ sự phân chia của Vương quốc Sicilia thời trung cổ. Cho đến năm 1285, đảo Sicily và Mezzogiorno là bộ phận cấu thành của Vương quốc Sicilia. Do kết quả của Chiến tranh Kinh chiều Sicilia (1282–1302), Vua Sicily đã mất Đảo Sicily (còn gọi là Trinacria) vào tay Vương quyền Aragon, nhưng vẫn cai trị phần lục địa nằm trên Bán đảo Ý. Mặc dù lãnh thổ của ông được biết đến một cách không chính thức là Vương quốc Napoli, nhưng ông và những người kế vị chưa bao giờ từ bỏ danh hiệu "Vua của Sicilia" và vẫn chính thức gọi vương quốc của họ là "Vương quốc Sicilia". Đồng thời, những người Aragon cai trị đảo Sicily cũng gọi nhà nước của mình là "Vương quốc Sicilia". Vì vậy, có hai vương quốc được gọi là "Sicilia": do đó, khi 2 lãnh thổ này được thống nhất, các nhà cai trị mới lấy quốc hiệu là Vương quốc Hai Sicilia. Điều này đã được Đội tuyển bóng đá quốc gia Hai Sicilie, một câu lạc bộ bóng đá Ý sử dụng kể từ tháng 12 năm 2008.

### Nguồn gốc của hai vương quốc

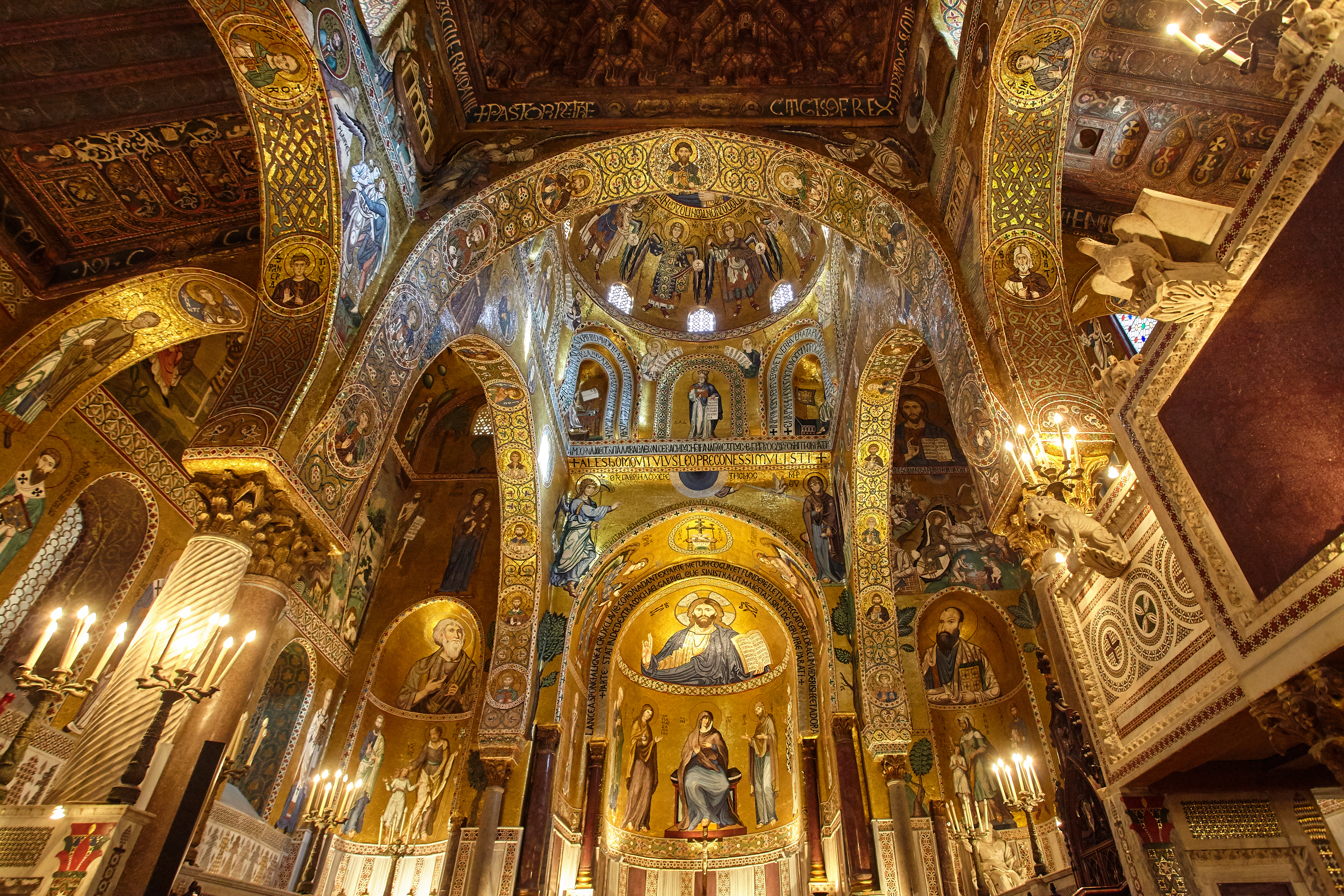
Cappella Palatina, nhà thờ của người thống nhất đầu tiên Roger II của Sicily.

### Sự cai trị trực tiếp của người Aragon và Tây Ban Nha

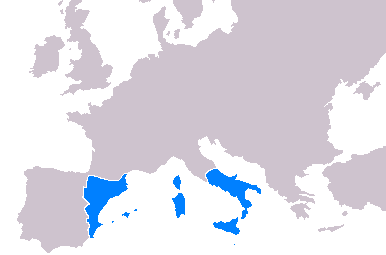
Vương quyền Aragon, với thời kỳ sở hữu lãnh thổ lớn nhất

### 1816-1848

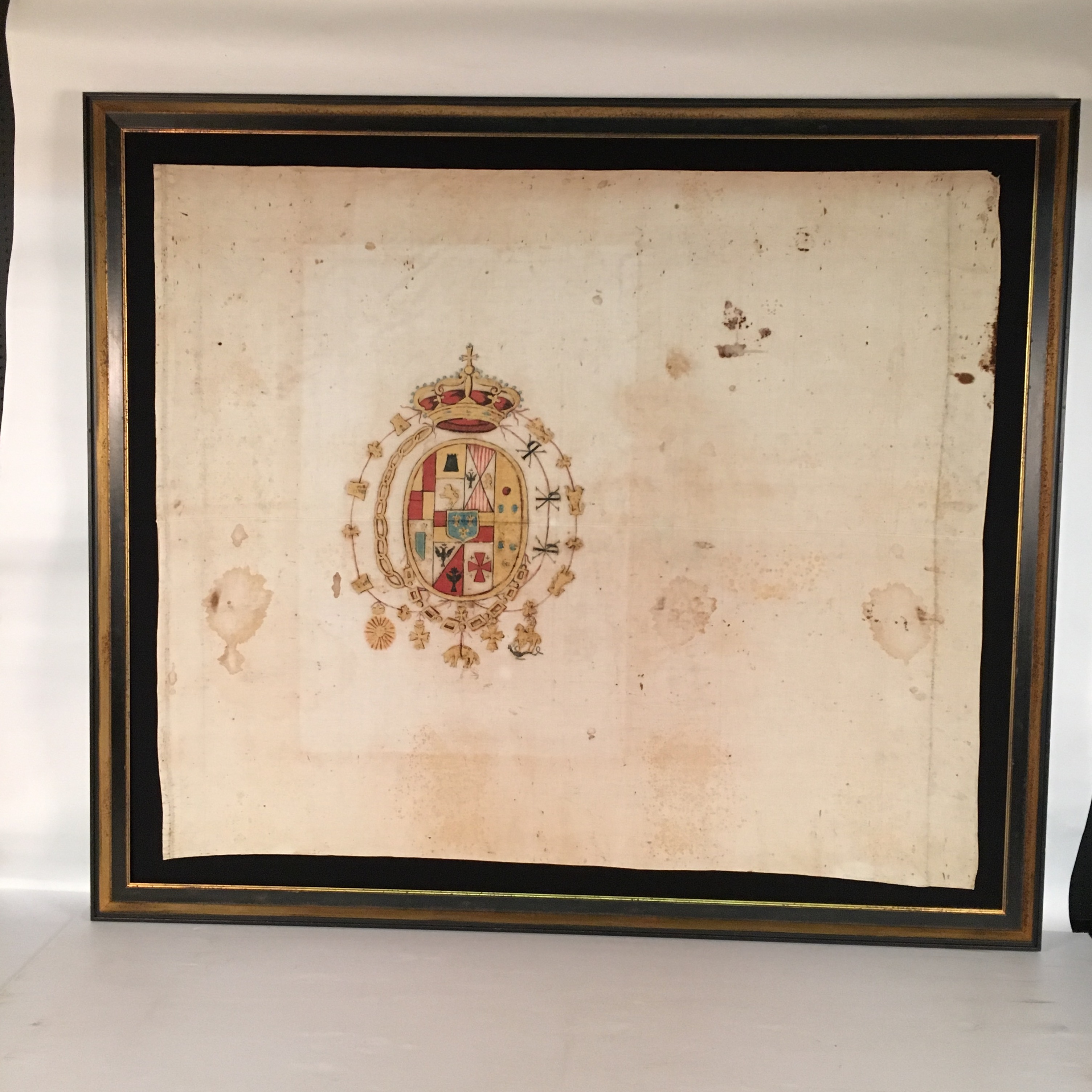
Lá cờ có khung của Vương quốc Hai Sicilies (khoảng những năm 1830) được phát hiện ở Palermo

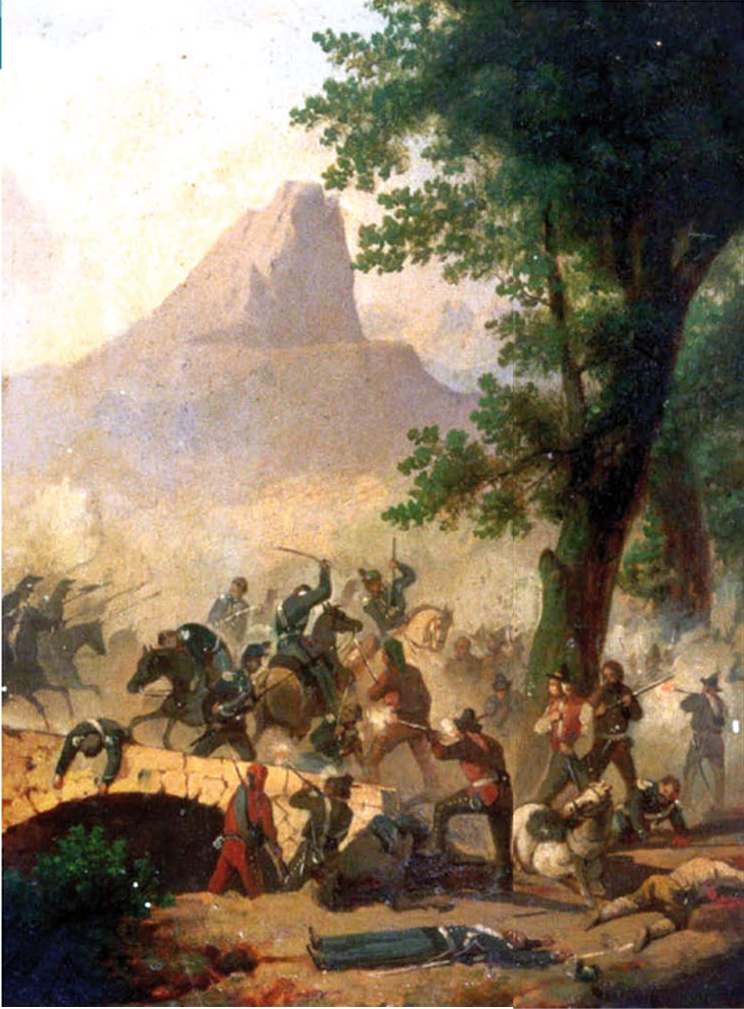
Cuộc giao tranh giữa brigands và quân đội ở nông thôn

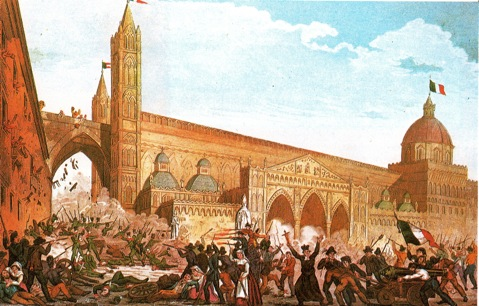
Cách mạng 1848 ở Sicily

### 1848-1861

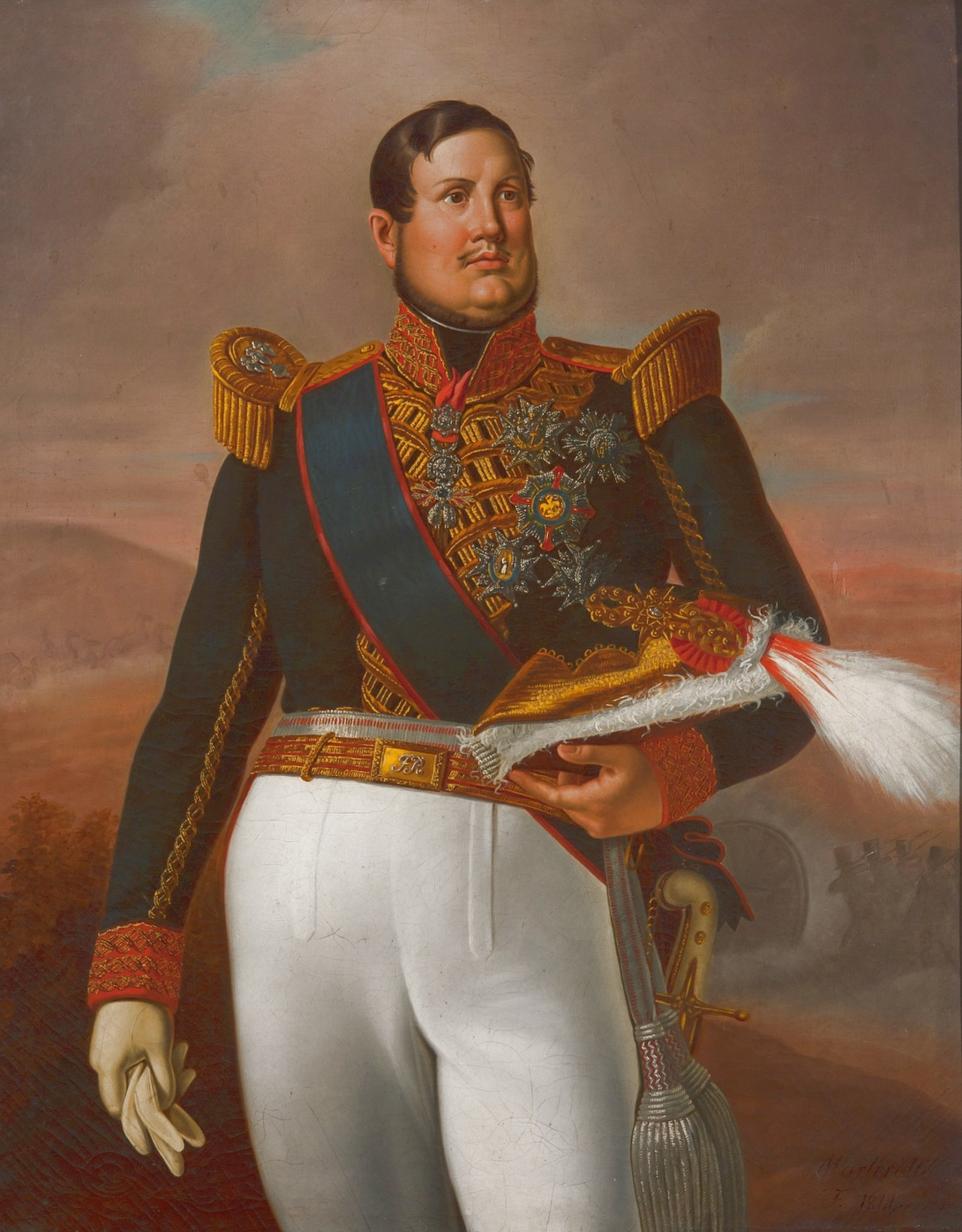
Chân dung Ferdinand II của hai Sicilies, 1844

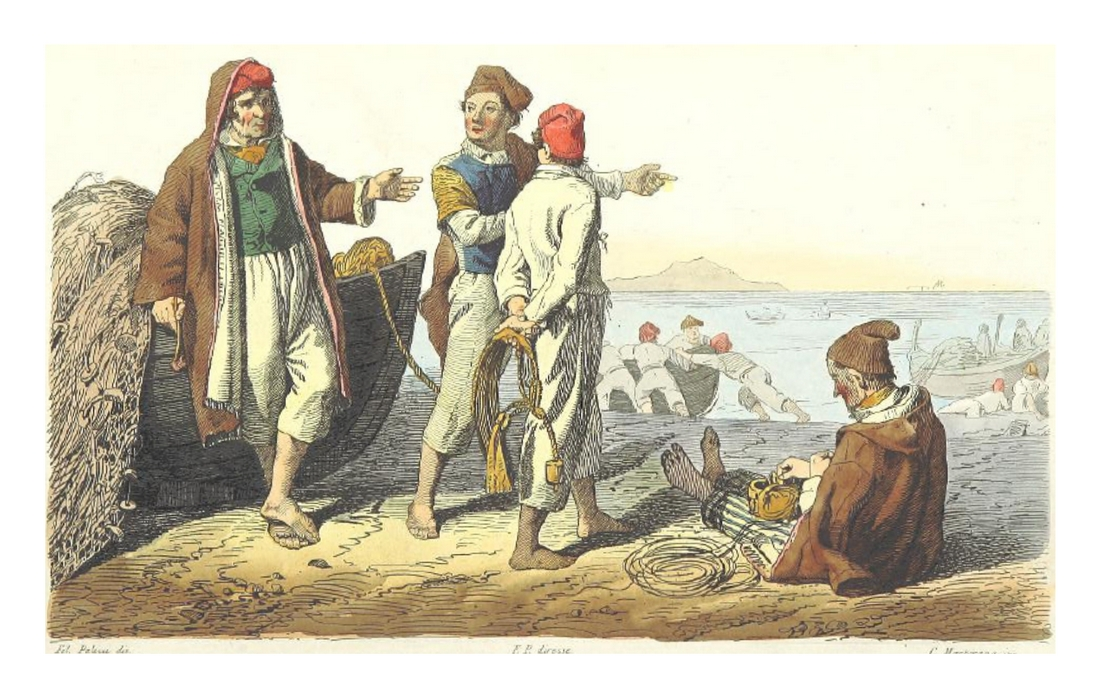
Ngư dân Napoli, 1853

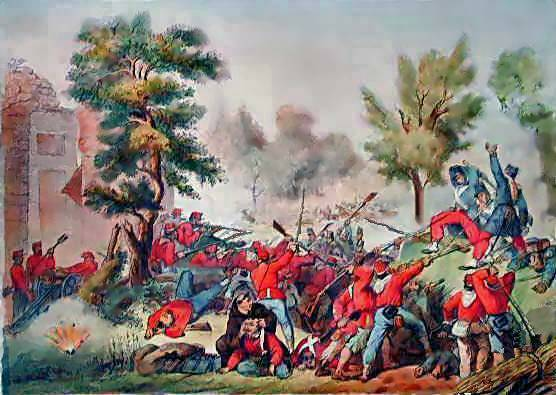
Trận Volturno, ngày 1 tháng 10 năm 1860

## Hành chính

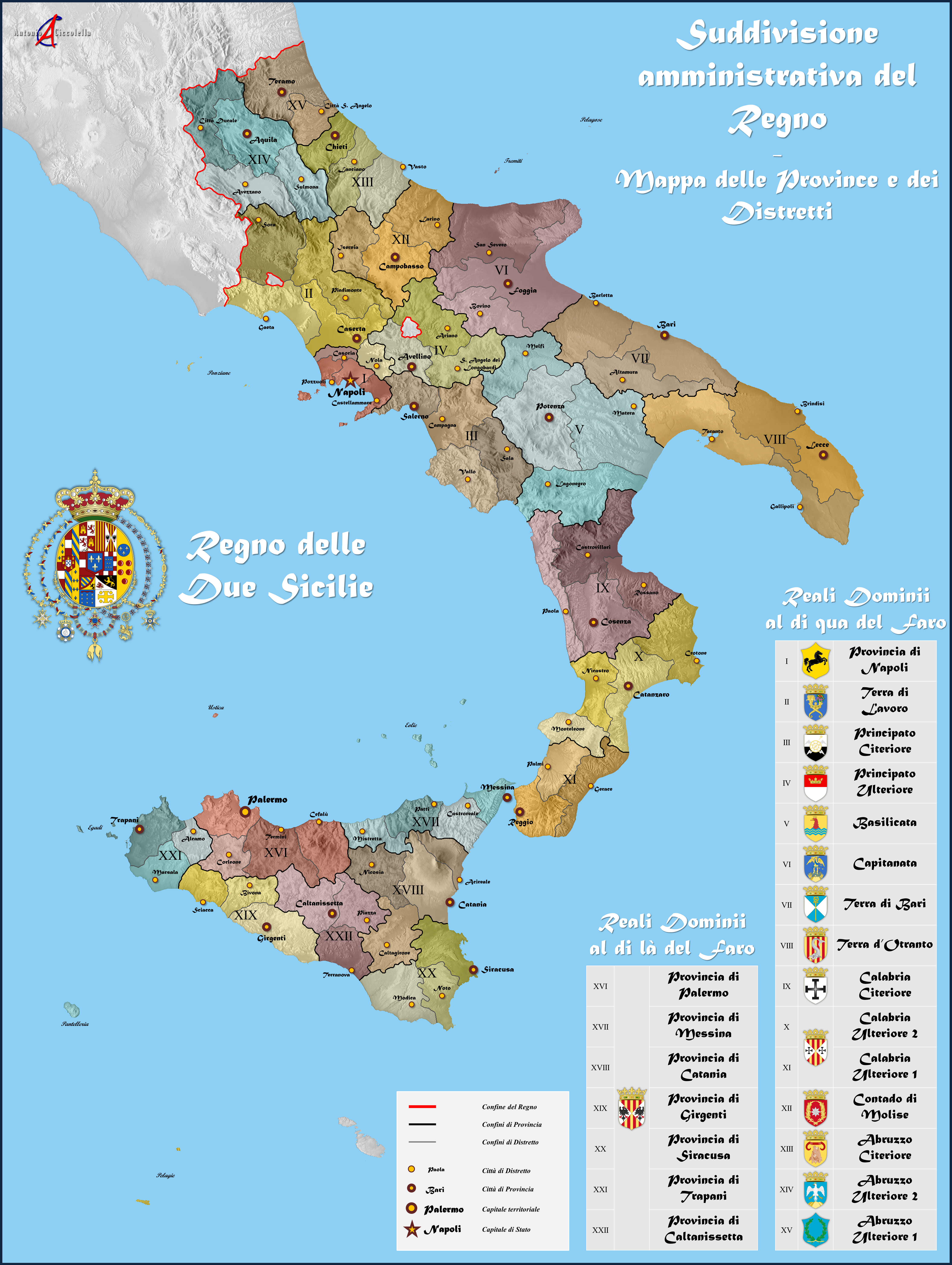
Tỉnh và quận của Vương quốc Hai Sicilia

## Bối cảnh